# Pirimetamina
La pirimetamina, venduta con il nome commerciale di Daraprim, è un farmaco usato con leucovorina per trattare la toxoplasmosi e la isosporiasi. Viene anche usato con il dapsone come opzione di seconda linea per prevenire la polmonite da Pneumocystis jirovecii nelle persone con AIDS. 
Era precedentemente usato per la malaria, ma questo impiego non è più raccomandato a causa della resistenza. 
La pirimetamina viene assunta per via orale.

## Indicazioni
È utilizzato come medicinale per il trattamento antimalarico e per il trattamento della toxoplasmosi in pazienti immunocompromessi.

## Controindicazioni
La pirimetamina non deve mai essere somministrata singolarmente. Di solito le dosi terapeutiche sono ben tollerate, grazie al fatto che si somministra in dose singola. Frequenti sono le reazioni cutanee eritematose, talora molto gravi, da ipersensibilità alla sulfadossina, sulfamidico utilizzato in combinazione con la pirimetamina.
È sempre controindicata in pazienti con ipersensibilità nota al farmaco, nei bimbi di età inferiore ai 2 mesi o nelle partorienti nell'ultimo mese di gravidanza (rischio di kernittero nel bimbo), e non va somministrata in caso di terapie recenti con la stessa combinazione o con altri inibitori del metabolismo dei folati (per esempio il Bactrim).
Il trattamento va sospeso in caso di insorgenza di sintomi quali tosse o dispnea.

## Dosaggi
- Adulti, 3 compresse della combinazione 25 mg di pirimetamina e 500 mg di sulfadossina, PO in mono-somministrazione, nelle forme di malaria non complicata.
- Bambini, <1 anno di età: 0,25 cp PO una volta.
- Bambini 1-3 anni: 0,5 cp PO una volta.
- Bambini 4-8 anni: 1 cp PO una volta.
- Bambini 9-14 anni: 2 cp PO una volta.

## Farmacodinamica
La combinazione di pirimetamina e sulfametopirazina (P/S), o sulfadossina, consente un'azione sinergica sul plasmodio perché interferisce con il metabolismo dei folati in due punti diversi. Agisce solo sulle forme intra-eritrocitarie asessuate, soprattutto del P. falciparum (specie quei ceppi resistenti alla clorochina) e meno sul P. vivax.
Ha attività modulatoria della diidrofolato reduttasi (DHFR) del plasmodio, diminuendone l'attività, perché compete con l'NADPH per il sito attivo.
L'impiego è ormai limitato al solo trattamento perché le eventuali reazioni avverse, abbastanza frequenti, non lo rendono maneggevole per la profilassi e poiché i ceppi resistenti a P/S sono ormai molto diffusi nel mondo, anche in terapia non viene più impiegata di routine.

## Effetti indesiderati
Alcuni degli effetti indesiderati sono vomito, nausea, anoressia, anemia emolitica, dolore addominale, leucopenia.

## Storia
Gertrude Elion, scienziata americana vincitrice del premio Nobel, sviluppò il farmaco a Burroughs-Wellcome (ora parte di GlaxoSmithKline) per combattere la malaria.
La Pirimetamina è disponibile dal 1953, e non è soggetto ad alcun brevetto. Tuttavia, negli Stati Uniti, questo prodotto è scarsamente utilizzato e nessun produttore generico è emerso. Nel 2010, GlaxoSmithKline ha venduto i diritti di commercializzazione del Daraprim a CorePharma.
Impax Laboratories ha acquisito il controllo di CorePharma nel 2014, e ha completato l'acquisizione, tra cui il Daraprim, nel marzo 2015. Nel mese di agosto 2015, i diritti sono stati acquistati da Turing Pharmaceuticals. Turing divenne successivamente noto per una controversia sul prezzo di una dose del farmaco nel mercato statunitense da $ 13.50 a $ 750, un aumento del 5.500%. L'amministratore del gruppo farmaceutico, Martin Shkreli, si è difeso dicendo: "Avevamo bisogno di trarre un profitto dalla vendita delle pillole".